# Mandragora (czasopismo)
Mandragora – pismo poświęcone poszukiwaniom kulturowym wydawane we Wrocławiu w latach 1983–1990, związane z Ośrodkiem Twórczym „Dom” i Forum Poszukiwań Kulturowych „Mandragora”.
Ukazało się osiem numerów pisma. Wydawcami byli: OT „Dom” działający przy Akademickim Centrum Kultury „Pałacyk” we Wrocławiu, mieszczącym się w pałacu Schaffgotschów oraz (od nr 6) Akademickie Biuro Kultury i Sztuki ZSP „Alma-Art”. Środowisko „Mandragory” stanowiły formalne i nieformalne grupy działające na obrzeżach kultury oraz świata akademickiego, w tym te, które powstały z inicjatywy OT „Dom” i FPK, np. Uniwersytet Kultury Otwartej, Forum Humanum, Wobec Czasu i Wartości, Galeria „W trakcie”, Wychowanie dla Życia, Makrobiotyka. 
Najważniejsze motywy, które według twórców pisma określały jego przesłanie, to krytyczna diagnoza kultury współczesnej oraz wynikające z niej poszukiwania nowych wartości, form i sposobów życia oraz twórczości. Pojęcia kluczowe dla obu motywów to: otwartość, dialog, podmiotowość, pluralizm, globalność, wspólnota versus partykularność, uprzedmiotowienie, monopole racji i wartości. 
Na łamach „Mandragory” ukazywały się prace (oryginalne i tłumaczone) o charakterze naukowym, publicystyka, eseistyka i poezja, zwłaszcza debiuty. W piśmie widoczny był nurt analiz i diagnoz psychospołecznych inspirowanych m.in. psychologią humanistyczną, kulturą Wschodu, ekofilozofią, filozofią techniki, które redakcja starała się implementować na grunt polski, wskazując tym samym obszar możliwych – intelektualnych i artystycznych – poszukiwań.
Istotnym wątkiem w realizacji przesłania pisma był międzypokoleniowy i międzykulturowy dialog, ujmowany w formę rozmów (wywiadów) z uznanymi reprezentantami kultury i nauki z jednej strony (m.in. Kazimierz Dąbrowski, Jerzy Prokopiuk, Andrzej Sadowski, Wojciech Eichelberger, Józef Szajna, Jacek Bunsch, Alexander King, Tadeusz Margul,  Włodzimierz Pawluczuk, Wiesław Łukaszewski, Eileen Barker, Henryk Skolimowski) oraz wypowiedzi i rozmów z reprezentantami młodej kultury z drugiej strony. Każdy z numerów zawierał również kronikę aktualnych wydarzeń w środowisku Mandragory.
W Mandragorze swoje najwcześniejsze teksty publikowali m.in. Olga Tokarczuk, Natasza Goerke, Jacek Orłowski, Piotr Bałtroczyk, Michał Fostowicz, a także późniejsi przedstawiciele nauki: Wojciech Chlebda, Tadeusz Doktór, Włodzisław Duch, Bogusław Jasiński, Krzysztof Koseła, Piotr Wilczek i in.
Recenzje Mandragory ukazały się w „Politechniku” nr 37/1984, „Kulturze Dolnośląskiej” nr 1–2/1987, „Odrze” nr 5/1987, „Studencie” nr 13/1985 oraz 5/1988. 
W skład redakcji i zespołu współpracowników wchodzili: Zbigniew Bierzański, Jan K. Górecki, Bożena Kochman, Roman Lewandowski, Elżbieta Małkiewicz, Lech A. Mergler, Iwona Opoczyńska, Jacek Orłowski, Wojciech Ostrowski, Anna Ropiecka, Jerzy Ropiecki, Bożena Ryszawska, Alicja Senejko, Sokratis Spiridis i Urszula Włodarska (korekta). Autorzy oprawy graficznej oraz fotografii: nr 1–3 Jerzy Ropiecki, Ikar Kozak, Tomasz Kaczmarek; nr 4 – AJJA; nr 5–8 Alicja Jodko, Mariusz Jodko.